# John Tauranac
Juan Tauranac (nacido en 1939, Nueva York) escribe sobre la historia y la arquitectura de Nueva York, enseña sobre este tema y ofrece tours de la ciudad, y diseña mapas de la ciudad y mapa del transporte público.

## Trabajo
Sus primeros mapas (1972 y 1973) fueron los «Undercover Maps» en la New York Magazine, que mostraban cómo navegar por los pasillos a través y por debajo de los edificios en el centro de Midtown y Lower Manhattan permaneciendo seco en los días lluviosos y caliente en los de frío.
Tauranac escribió los guías para los Culture Bus Loops operado por la Autoridad Metropolitana del Transporte de Nueva York, como proyecto freelance para la Sociedad Municipal de Arte (1973, 1974), con la cual fue contratado por el MTA para escribir y editar "Seeing New York: The Official MTA Travel Guide," que incluía una representación del metro de forma clara (1976). Llegó a la presidencia del Comité del Mapa del Metro de MTA que diseñó el mapa del metro de 1979, que, además de representar el metro en una perspectiva geográfica, simplificó el sistema con la introducción de un sistema de codificación de colores basado en las líneas troncales. Por su doble papel, fue galardonado con una mención de honor por la excelencia en el diseño por la Fundación Nacional para las Artes y el Departamento de Transporte Estadounidense. Desde entonces, ha diseñado decenas de mapas, muchos bajo su estilo característico, incluyendo Manhattan Block By Block: A Street Atlas.
Tauranac ha escrito los siguientes libros:The Empire State Building: The Making of a Landmark, Elegant New York, Essential New York, and The View From the 86th Floor. Sus artículos han aparecido en The New York Times, The New York Observer, The Wall Street Journal, Travel + Leisure, la revista New York, Seaport Magazine, The Encyclopedia of New York City, y otras publicaciones.
Tauranac enseña sobre la historia de la ciudad y su arquitectura en la Escuela de formación continua y estudios profesionales de la Universidad de Nueva York, donde se le dio un premio a la excelencia en la enseñanza en el 2006.

## Vida personal
Vive en el Upper West Side con su esposa y su hija.

## Libros seleccionados
- Essential New York: A Guide to the History and Architecture of Manhattan’s Important Buildings, Parks, and Bridges, with over 170 photographs by Dave Sagarin, 1979, Holt Rinehart & Winston;
- Elegant New York: The Builders and The Buildings, 1885–1915, 1985, Abbeville Press;
- The Empire State Building: The Making of a Landmark, 1995, Scribner; 1997, St. Martin’s Press;
- The View From the 86th Floor: The Empire State Building and New York City, various editions, 1997–;
- New York From the Air: An Architectural Heritage, 1998, Harry N. Abrams; revised, 2002.

## Mapas seleccionados
- New York City Subway map Prototype, MTA, 1978;
- New York City Subway map, MTA, 1979;
- Manhattan Subway and Bus map-Wallet Size, Tauranac Maps, 1989, revised;
- Manhattan Block By Block: A Street Atlas, Tauranac Maps, 2000, revised;
- Manhattan Line By Line: A Subway & Bus Atlas, Tauranac Maps, 2004.

## Para más información
- Anderson, Susan Heller and David W. Dunlap, "Faraway Undergrounds," The New York Times, October 4, 1985 (en inglés).
- Brown, Tony, "Grand Central Tour Reveals Some Secrets," Gannett Westchester News-papers, 11 de octubre de 1985 (en inglés).
- Dunlap, David W., "Behind Grand Central’s Public Areas Lies an Array of ‘Secret’ Chambers," The New York Times, 2 de febrero de 1988 (en inglés).
- Dunlap, David W., "New Maps to Help Rider Gain His Journey’s End," The New York Times, 17 de diciembre de 1985 (en inglés).
- Glazer, Nathan, "Miracle on 34th Street: The Empire State Building, The Making of a Landmark," The New York Times Sunday Book Review, 3 de diciembre de 1995 (en inglés).
- "Going Places," The Talk of the Town, The New Yorker, 24 de julio de 1978. (en inglés).
- Goldberger, Paul, "At Last, A Usable Subway Map," The New York Times, 2 de agosto de 1979. (en inglés).
- Goldberger, Paul, "Putting the Subways on a New Map," The New York Times, 9 de febrero de 1978. (en inglés).
- Henican, Ellis, "Mapless TA Goes Own Way: John Tauranac makes maps. He makes wonderful maps," New York Newsday, 28 de mayo de 1992. (en inglés).
- Hiss, Tony, "Grand Central," The Talk of the Town, The New Yorker, 6 de agosto de 1979. (en inglés).
- Holt, Dennis, "Nostalgic Journey Into the Beginnings of Our Subways," The Phoenix (Brooklyn), 2 de febrero de 1984. (en inglés).
- Huxtable, Ada Louise, "A Mansion That Deserves More Than Platitudes," The New York Times, 27 de diciembre de 1979. (en inglés).
- Kohl, Victoria, "Unfinished Symphony: A Profile of John Tauranac, Urban and Architectural Historian and New York City Mapmaker Extraordinaire," Promenade Magazine, April, 2001. (en inglés).
- McGhee, Tom, "He Gets You There By Subway," The Westsider, 22 de junio de 1989. (en inglés).
- McHugh, Claire, "The Transom: Subterranean Blues," The New York Observer, 15 de junio de 1992. (en inglés).
- Mindlin, Alex, "Forecast: Mostly Sunny," The New York Times, 23 de abril de 2006. (en inglés).
- National Endowment for the Arts & U. S. Department of Transportation, Design for Transportation: National Awards Program, Washington, D.C., 1981. (en inglés).
- New York City Transit Museum, Subway Style: 100 Years of Architecture & Design in The New York City Subway, Stewart, Tabori & Chang, 2004. (en inglés).
- Shepard, Richard F., "Going Out Guide: Face of the City," The New York Times,  12 de diciembre de 1985.  (en inglés).
- Shepard, Richard F., "Going Out Guide: On the Town," The New York Times, 11 de julio de 1979. (en inglés).
- Stern, Robert A. M., David Fishman, and Jacob Tilove, New York 2000: Architecture and Urbanism from the Bicentennial to the Millennium, The Monicelli Press, 2006. (en inglés).
- Swertlow, Eleanor, "New Tour Heralds City’s Trivia," The New York Daily News, 28 de julio de 1975. (en inglés).
- Trager, James, The New York Chronology, HarperResource (Harper Collins), 2003. (en inglés).
- Ullian, Jessica, "The King of Maps: No One Knows the Streets of New York Like John Tauranac," Columbia Magazine, Spring, 2006. (en inglés).
- Wilkinson, Alec, "Mr. Subway," The Talk of the Town, The New Yorker, 19 de enero de 2009. (en inglés).